# Galium ecuadoricum
Galium ecuadoricum är en måreväxtart som beskrevs av Lauramay Tinsley Dempster. Galium ecuadoricum ingår i släktet måror, och familjen måreväxter. IUCN kategoriserar arten globalt som starkt hotad. Inga underarter finns listade i Catalogue of Life.